# Педрико де Медичи
Пиèро де Мèдичи, наречен Педрѝко (на италиански: Piero de' Medici, detto Pedricco; * 7 август 1546, Флоренция, Флорентинско херцогство; † 9 юни 1547, пак там) е принц от Флорентинското херцогство.

## Произход
Той е син на Козимо I де Медичи (1519 – 1574), бъдещ велик херцог на Тоскана, тогава херцог на Флоренция, и дона Елеонора Алварес де Толедо (1522 – 1562), аристократка от Дом Алба. По бащина линия е внук на кондотиера Джовани дале Банде Нере и на Мария Салвиати, чрез които самият Лоренцо Великолепни е неин прапрадядо, а по майчина – на Педро Алварес де Толедо и Сунига, вицекрал на Неапол, и на Мария Осорио и Пиментел, маркиза на Вилафранка дел Биерсо. Има шест братя и четири сестри:
- Мария Лукреция (1540 – 1557), принцеса
- Франческо I (1541 – 1587), 2-ри Велик херцог на Тоскана
- Изабела (1542 – 1576), херцогиня на Брачано като съпруга на Паоло Джордано I Орсини
- Джовани (1543 – 1562), епископ на Пиза и кардинал
- Лукреция (1544 или 1545 – 1561), херцогиня на Ферара, Модена и Реджо като съпруга на Алфонсо II д’Есте
- Гарция (1547 – 1562)
- Антонио (1548 – 1548)
- Фердинандо I (1549 – 1609), кардинал, 3-ти велик херцог на Тоскана (1587)
- Анна (1533 – 1553)
- Пиетро, понякога наричан Пиеро или Педро и известен в Испания като Дон Педро (1554 – 1604), военен, генерал и политик.

## Биография
Прякорът „Педрико“, произлизащ от испанското Педро (името на неговия дядо по майчина линия), със сигурност трябва да се проследи до майка му и днес се използва и от историците, за да го разграничат от последния син на двойката, дон Пиетро де Медичи.
Той е кръстен на 1 септември 1546 г. в баптистерия на Сан Джовани, като негов кръстник е кардинал Кристофоро Мадруцо. Умира през юни следващата година.
Въпреки че Козимо вече е загубил естествена дъщеря (Бия), Педрико е първото законно дете, което умира като бебе на възраст под една година. Към това се добавя година по-късно смъртта на инфанта Антонио, което кара Елеонора ди Толедо да вземе, наред с различни други причини, решението да се премести в по-здравословната южна част на града, в двореца Пити с голяма градина, специално закупена от нея (Градина „Боболи“).
|  | Тази страница частично или изцяло представлява превод на страницата Pedricco de' Medici в Уикипедия на италиански. Оригиналният текст, както и този превод, са защитени от Лиценза „Криейтив Комънс – Признание – Споделяне на споделеното“, а за съдържание, създадено преди юни 2009 година – от Лиценза за свободна документация на ГНУ. Прегледайте историята на редакциите на оригиналната страница, както и на преводната страница, за да видите списъка на съавторите. ВАЖНО: Този шаблон се отнася единствено до авторските права върху съдържанието на статията. Добавянето му не отменя изискването да се посочват конкретни източници на твърденията, които да бъдат благонадеждни. |